# 요비쓰기정
요비쓰기정(呼続町)은 아이치현 아이치군에 설치되었던 정이다. 현재의 나고야시 미나미구 북부, 미즈호구 남부에 해당한다.